# プラウダ・ラーヤ
プラウダ・ラーヤ（カンナダ語：ಪ್ರೌಡ ರಾಯ, テルグ語：తిమ్మ భూపాలుడు, タミル語：பிரௌத ராயன், Praudha Raya, 生年不詳 - 1486年以降）は、南インドのヴィジャヤナガル王国、サンガマ朝の君主（在位：1485年 - 1486年）。プラウダ・デーヴァ・ラーヤ（Praudha Deva Raya）とも呼ばれる。

## 生涯
1485年、プラウダ・ラーヤは父王ヴィルーパークシャ2世を殺害し、その王座を確保したが、そののち騒動が続くこととなった。
しかし、バフマニー朝やガジャパティ朝との名声を得ていた強力な臣下サールヴァ・ナラシンハは、これを機に王位を簒奪することにし、部下のトゥルヴァ・ナラサー・ナーヤカを首都ヴィジャヤナガルに送った。
1486年、プラウダ・ラーヤは首都ヴィジャヤナガルから逃亡し、サールヴァ・ナラシンハは新たな王に推挙され、サールヴァ朝を創始し、ここにサンガマ朝は滅亡した。